# Iskandar Airport
Iskandar Airport (engelska: Pangkalan Bun / Iskandar Airport) är en flygplats i Indonesien.   Den ligger i provinsen Kalimantan Tengah, i den västra delen av landet, 700 km nordost om huvudstaden Jakarta. Iskandar Airport ligger 25 meter över havet.
Terrängen runt Iskandar Airport är mycket platt. Runt Iskandar Airport är det ganska glesbefolkat, med 21 invånare per kvadratkilometer. Närmaste större samhälle är Pangkalanbuun, 5,4 km väster om Iskandar Airport. Omgivningarna runt Iskandar Airport är en mosaik av jordbruksmark och naturlig växtlighet.